# Walter Turdén
Walter Turdén, född 26 maj 1923 i Solna församling, död 2 april 2001 i Norrköping, var en svensk skådespelare.
Turdén antogs till Elevskolan vid Norrköping-Linköping stadsteater 1948 och tillhörde teaterns fasta ensemble fram till 1952. Han återvände sedermera till Östgötateatern och var engagerad i den fasta ensemblen 1969-1984.

## Filmografi
- 1948 – De kämpade sig till frihet
- 1953 – Ogift fader sökes
- 1953 – All jordens fröjd
- 1955 – Ute blåser sommarvind
- 1971 – Lavforsen – by i Norrland (TV-serie)
- 1976 – Hem till byn (TV-serie)

## Teater

### Roller
| År   | Roll                            | Produktion                                                                                            | Regi                 | Teater                           |
| ---- | ------------------------------- | --- | -------------------- | -------------------------------- |
| 1948 |                                 | Född i går (Born Yesterday) Garson Kanin                                                              | Johan Falck          | Norrköping-Linköping stadsteater |
| 1948 |                                 | En midsommarnattsdröm (A Midsummer Night's Dream) William Shakespeare                                 | Stig Roland          | Norrköping-Linköping stadsteater |
| 1949 |                                 | En komedi om kärlek (Léocadia) Jean Anouilh                                                           | Johan Falck          | Norrköping-Linköping stadsteater |
| 1949 |                                 | Clownen Beppo Else Fisher                                                                             |                      | Norrköping-Linköping stadsteater |
| 1949 |                                 | Edwards barn (Les enfants d'Édouard) Marc-Gilbert Sauvajon, Frederick J. Jackson och Roland Bottomley | Stig Roland          | Norrköping-Linköping stadsteater |
| 1949 |                                 | Cæsar och Cleopatra (Caesar and Cleopatra) George Bernard Shaw                                        | Johan Falck          | Norrköping-Linköping stadsteater |
| 1949 |                                 | Radiobragden (Radio Rescue) Charlotte B Chorpenning                                                   | Pär-Edward Wahlgren  | Norrköping-Linköping stadsteater |
| 1950 |                                 | Utanför dörren (Draussen vor der Tür) Wolfgang Borchert                                               | Johan Falck          | Norrköping-Linköping stadsteater |
| 1950 |                                 | Tripp, Trapp, Troll Josef Halfen                                                                      | Pär-Edward Wahlgren  | Norrköping-Linköping stadsteater |
| 1950 |                                 | Tjuvarnas paradis (Oh, brother) Jacques Deval                                                         | Johan Falck          | Norrköping-Linköping stadsteater |
| 1950 |                                 | Hans nåds testamente Hjalmar Bergman                                                                  | Johan Falck          | Norrköping-Linköping stadsteater |
| 1950 |                                 | De rättrådiga (Les Justes) Albert Camus                                                               | Johan Falck          | Norrköping-Linköping stadsteater |
| 1950 |                                 | Hamlet William Shakespeare                                                                            | Johan Falck          | Norrköping-Linköping stadsteater |
| 1951 |                                 | 24 röda rosor (Due Dozzine di Rose scarlatte) Aldo De Benedetti                                       | Pär-Edward Wahlgren  | Norrköping-Linköping stadsteater |
| 1951 |                                 | Sällskapsresan (Selskabsrejsen) Leck Fischer                                                          | Thore Wallengren     | Norrköping-Linköping stadsteater |
| 1951 |                                 | Rött månsken (Ninotchka) Marc-Gilbert Sauvajon                                                        | Johan Falck          | Norrköping-Linköping stadsteater |
| 1951 |                                 | Robespierre Rudolf Värnlund                                                                           | Johan Falck          | Norrköping-Linköping stadsteater |
| 1952 |                                 | Tiger-Harry Tore Zetterholm                                                                           | Johan Falck          | Norrköping-Linköping stadsteater |
| 1952 | Alan Conway                     | I dag och i morgon (Time and the Conways) J. B. Priestley                                             | Johan Falck          | Norrköping-Linköping stadsteater |
| 1952 | Robert                          | I kväll i Samarkand (Ce soir à Samarkand) Jacques Deval                                               | Per Gerhard          | Vasateatern                      |
| 1953 | Lawrence                        | Hustruleken (Affairs of State) Louis Verneuil                                                         | Gösta Cederlund      | Vasateatern                      |
| 1954 | La Hire                         | Lärkan (L'alouette) Jean Anouilh                                                                      | Per-Axel Branner     | Nya Teatern                      |
| 1954 | Lawrence                        | Hustruleken (Affairs of State) Louis Verneuil                                                         | Gösta Cederlund      | Lisebergsteatern                 |
| 1955 | Sergeant Gregovich Kapten Fisby | Thehuset Augustimånen (The Teahouse of the August Moon) John Patrick                                  | Sandro Malmquist     | Riksteatern                      |
| 1956 | Förvaltaren                     | Under trädet ligger yxan (Under treet ligg øksa) Tormod Skagestad                                     | Bengt Lagerkvist     | Riksteatern                      |
| 1957 |                                 | Utsikt från en bro ( A View From The Bridge) Arthur Miller                                            | Frank Sundström      | Riksteatern                      |
| 1967 |                                 | Vibration (Vibrations) Stanley Eveling                                                                | Kaj Ahnhem           | Marsyasteatern                   |
| 1967 |                                 | Godot har kommit (Godo je došao) Miodrag Bulatović                                                    | Monica Lindberg      | Marsyasteatern                   |
| 1967 |                                 | Skuggor (Swamp Creatures) Alan Seymour                                                                | Kaj Ahnhem           | Marsyasteatern                   |
| 1968 |                                 | Nattcafé Bengt Bratt                                                                                  | Kaj Ahnhem           | Marsyasteatern                   |
| 1969 |                                 | Halva kungariket Allan Edwall                                                                         | Lars Gerhard Norberg | Norrköping-Linköping stadsteater |
| 1970 | Döden                           | Blodsbröllop (Bodas de Sangre) Federico García Lorca                                                  | Lars-Erik Liedholm   | Norrköping-Linköping stadsteater |
| 1970 | En golfspelare                  | Hoppa — vi har nät (We bombed in New Haven) Joseph Heller                                             | Torsten Sjöholm      | Norrköping-Linköping stadsteater |
| 1970 |                                 | Ä’ke det gudomligt Bertil Norström                                                                    | Bertil Norström      | Norrköping-Linköping stadsteater |
| 1970 | Sagredo Roberto Bellarmino      | Galilei (Leben des Galilei) Bertolt Brecht                                                            | Torsten Sjöholm      | Norrköping-Linköping stadsteater |
| 1970 |                                 | Bland stubbar och troll Staffan Westerberg                                                            | Hans Elfvin          | Norrköping-Linköping stadsteater |
| 1971 |                                 | Ivar Kreugers svindlande affärer Jan Bergquist och Hans Bendrik                                       | Evert Lindberg       | Norrköping-Linköping stadsteater |
| 1971 | Olaus                           | Snus är snus eller Berättelsen om den undersköna Lina Allan Edwall                                    | Evert Lindberg       | Norrköping-Linköping stadsteater |
| 1971 | Hymie Kossof                    | Hönssoppa med korngryn (Chicken Soup With Barley) Arnold Wesker                                       | John Zacharias       | Norrköping-Linköping stadsteater |
| 1971 | Artemij Zemljanika              | Revisorn (Ревизор, Revizor) Nikolaj Gogol                                                             | Lars Gerhard Norberg | Norrköping-Linköping stadsteater |
| 1972 | Riddaren                        | Canterburysägner (Canterbury Tales) Martin Starkie, Nevill Coghill, Richard Hill och John Hawkins     | Torsten Sjöholm      | Norrköping-Linköping stadsteater |
| 1972 | Peter Stockman                  | En folkfiende (En folkefiende) Henrik Ibsen                                                           | Torsten Sjöholm      | Norrköping-Linköping stadsteater |
| 1972 |                                 | Vägen till Kanaan Rudolf Värnlund                                                                     | Lars Gerhard Norberg | Norrköping-Linköping stadsteater |
| 1973 | Fader Donald                    | I blindo (Sticks and bones) David Rabe                                                                | Hans Elfvin          | Norrköping-Linköping stadsteater |
| 1973 | Erick Svegås                    | Om 7 flickor Erik Torstensson                                                                         | Margreth Weivers     | Norrköping-Linköping stadsteater |
| 1973 | Kyparen                         | Herr Puntila och hans dräng Matti (Herr Puntila und sein Knecht Matti) Bertolt Brecht                 | Jan Lewin            | Norrköping-Linköping stadsteater |
| 1973 | Servitören                      | Änklingars hus (Widowers' Houses) George Bernard Shaw                                                 | Johan Falck          | Norrköping-Linköping stadsteater |
| 1974 | Lame Fredrik                    | Midsommardröm i fattighuset Pär Lagerkvist                                                            | Hans Elfvin          | Norrköping-Linköping stadsteater |
| 1974 |                                 | Leva loppan (La puce à l'oreille) Georges Feydeau                                                     | Lars Gerhard Norberg | Norrköping-Linköping stadsteater |
| 1974 | Löjtnant Pollet                 | Drottningens juvelsmycke Carl Jonas Love Almqvist                                                     | Torsten Sjöholm      | Norrköping-Linköping stadsteater |
| 1975 |                                 | Boccaccio Franz von Suppé och Bertil Norström                                                         | Bertil Norström      | Norrköping-Linköping stadsteater |
| 1975 | Riksdagsmannen Engeström        | Göta Kanal Lars Gerhard Norberg, Bertil Norström och Jan-Olof Lindstedt                               | Lars Gerhard Norberg | Norrköping-Linköping stadsteater |
| 1975 | Don Juan                        | Mycket väsen för ingenting (Much Ado About Nothing) William Shakespeare                               | Hans Elfvin          | Norrköping-Linköping stadsteater |
| 1975 |                                 | Predikare-Lena Tore Zetterholm                                                                        | Lars Gerhard Norberg | Norrköping-Linköping stadsteater |
| 1976 | Fix                             | Jorden runt på 80 dagar (Le Tour du monde en quatre-vingts jours) Jules Verne                         | Bertil Norström      | Norrköping-Linköping stadsteater |
| 1976 |                                 | Småstadsbor (Die deutschen Kleinstädler) August von Kotzebue                                          | Bertil Norström      | Norrköping-Linköping stadsteater |